# Cerca de estacas

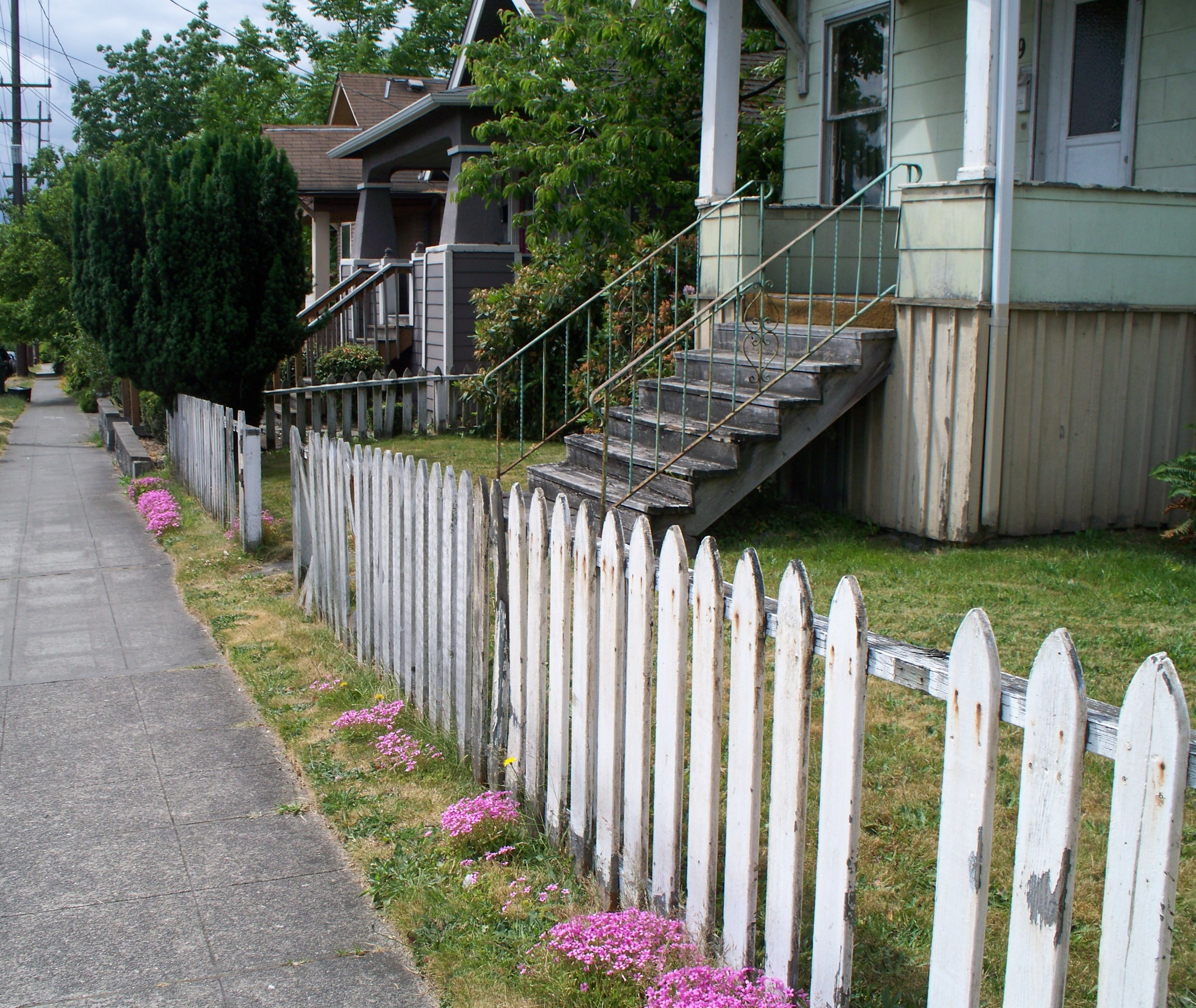
Cerca de estacas clássica próxima a uma calçada.

Cerca de estacas é um tipo de cerca usado decorativamente para delimitar os limites de casas, distinguidas por tábuas, atreladas aos trilhos horizontais.

## História
Cercas de estacas são particularmente populares nos Estados Unidos, usado desde período colonial, permanecendo populares até a atualidade. São uma forma decorativa de conter animais domésticos e crianças sem bloquear a visão dos quintais da frente e de trás. Tradicionalmente, cercas de estacas eram feitas de madeira, pintada de branco, mas agora também são feitas com cloreto de polivinila (PVC).

## Características
Nos EUA, geralmente uma cerca de estacas possui de 36 a 48 polegadas (91 a 120 cm) de altura. Dois trilhos horizontais são atrelados às estacas, fincadas no solo. Estacas uniformemente espaçadas são afixadas verticalmente aos trilhos. O que verdadeiramente distingue uma cerca de estacas é o topo pontiagudo. Em inglês, o termo comumente usado é "pickets", pela semelhança com as pontas de lanças usadas pela infantaria para repelir os ataques de cavalaria.
Cercas de estacas podem ser feitas de vários tipos de materiais. Historicamente, a madeira tem sido usada para a construção desse tipo de cerca, tanto a tratada, como ou sem tratamento, com ou sem resistência a cupins. Outros tipos de material estão disponíveis: vinil, alumínio e PVC.

## Instalação

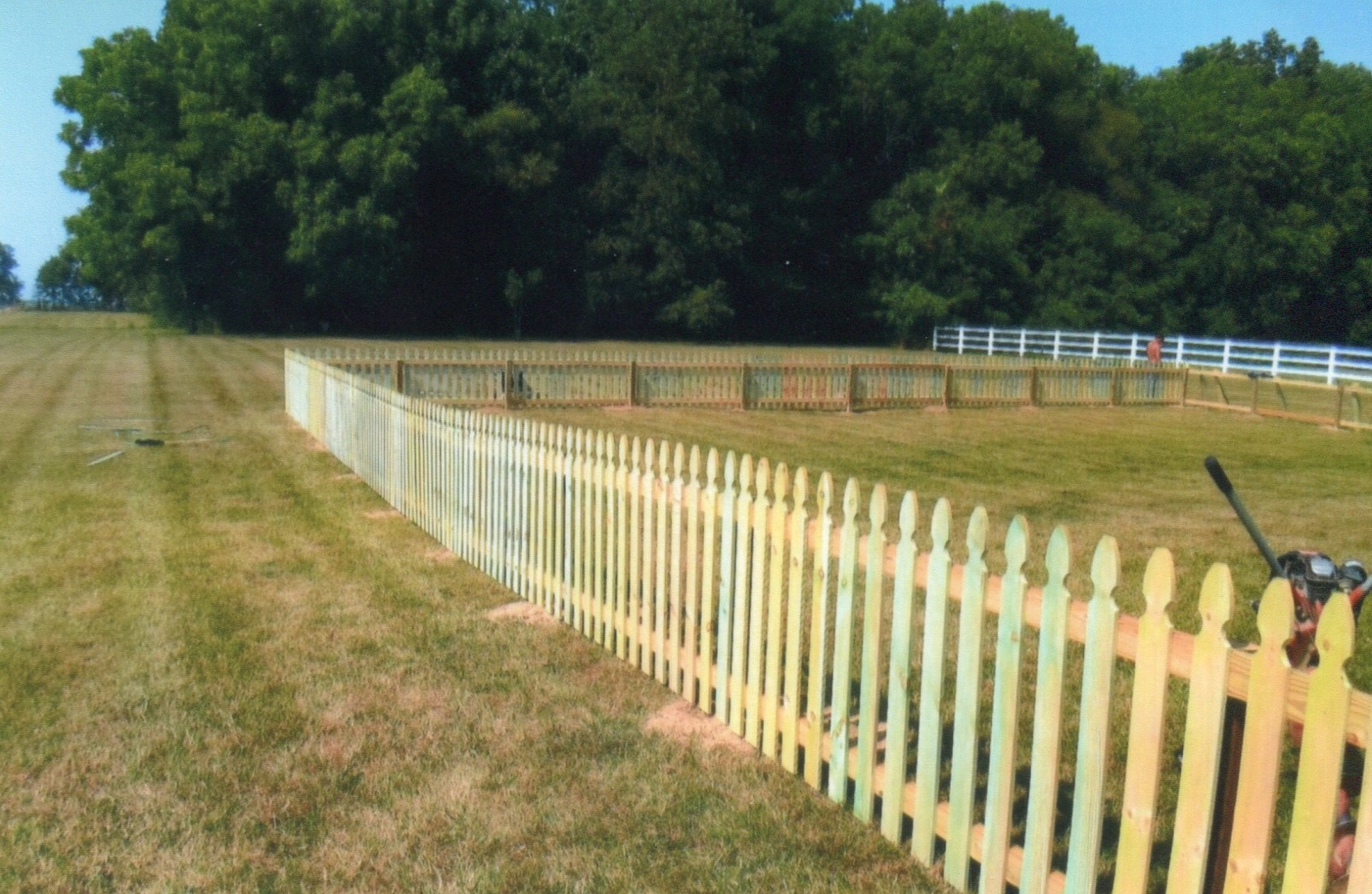
Cercas de estacas em estilo gótico são mais ornadas se comparadas às tradicionais cercas pontiagudas. Esta cerca foi construída usando pinho tratado prensado.

A primeira etapa na instalação de uma cerca de estacas é fixar as estacas no solo: tradicionalmente, isto é feito cavando-se buracos profundos (com 90 cm de profundidade e 30 de largura, manualmente ou com ferramental específico. As estacas são colocadas no solo, usando-se concreto para fixá-las no lugar. Uma vez fixadas as estacas, os trilhos horizontais são colocados e afixados às estacas. Há alguns tipos de cercas de estacas de vinil que são instalados sem cavar buracos ou sem usar concreto. Sua instalação se dá de maneira semelhante à instalação dos alambrados. Este uso é comum no oeste do Canadá, onde o congelamento profundo pode puxar as fundações de concreto para fora do solo.

## Simbolismo
As cercas de estacas idealmente brancas, têm status icônico como americana, simbolizando o ideal da vida suburbana de classe média, com família e crianças, casas grandes e uma vida pacata. Isto veio do fato de que casas em vizinhanças mais sossegadas de classe média frequentemente possuem jardins envoltos por cercas de estacas. Mais recentemente, algumas pessoas associaram as cercas de estacas ao que consideram aspectos negativos desse estilo de vida. Por exemplo, o diretor David Lynch usou imagens irônicas das cercas de estacas no seu filme de 1986, Blue Velvet.

## Na cultura
A expressão cerca de estacas em inglês também descreve texto sem espaços entre as palavras. Tal tipo de texto é muito comum no latim clássico, com documentos que frequentemente não possuem pontuação ou espaços entre as palavras.

## Galeria

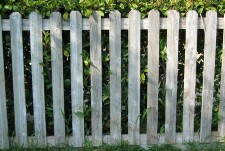
Uma cerca de estacas simples.
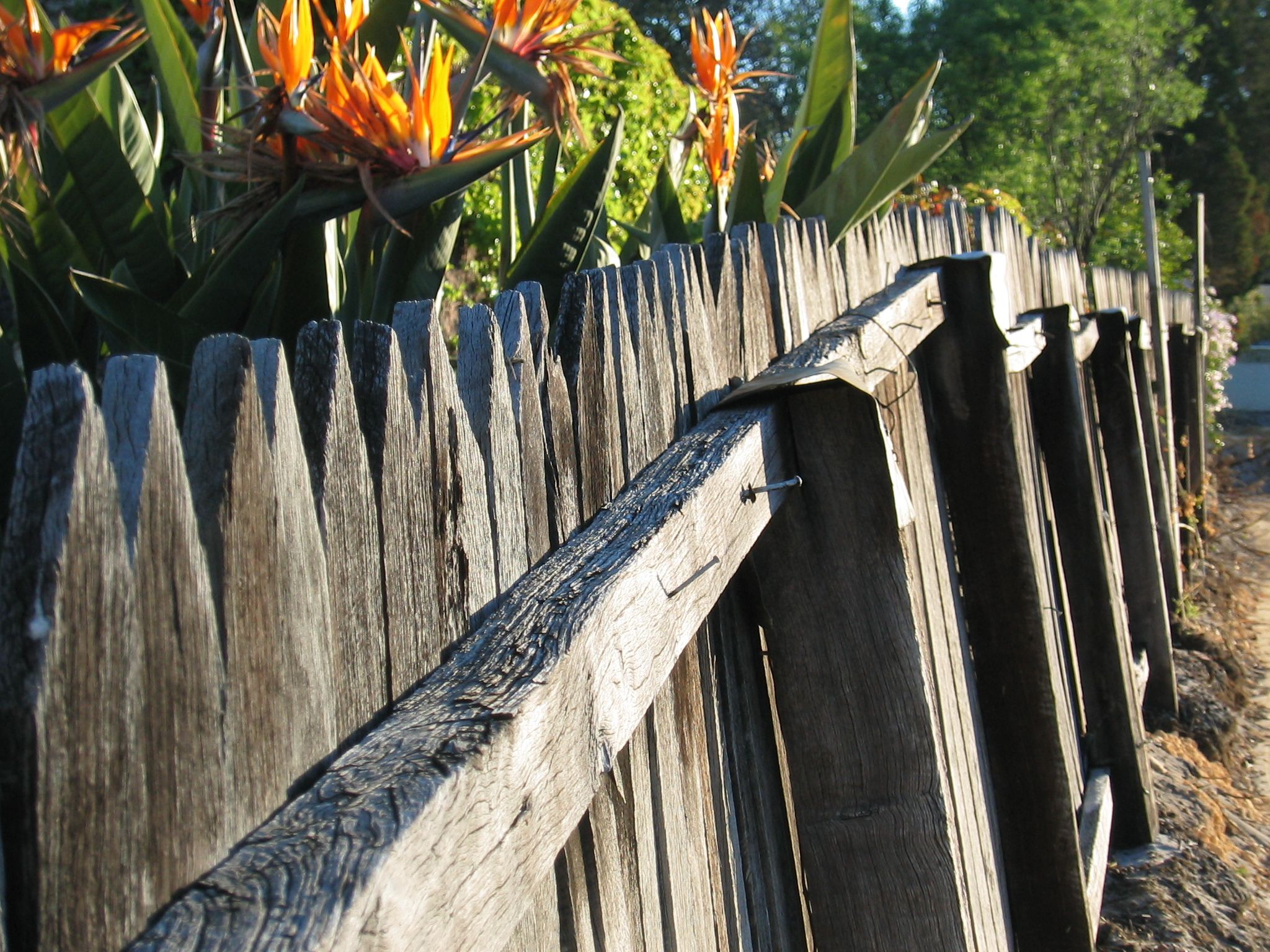
Um cerca de estacas na Austrália Ocidental, feita com madeira de Eucalyptus marginata.
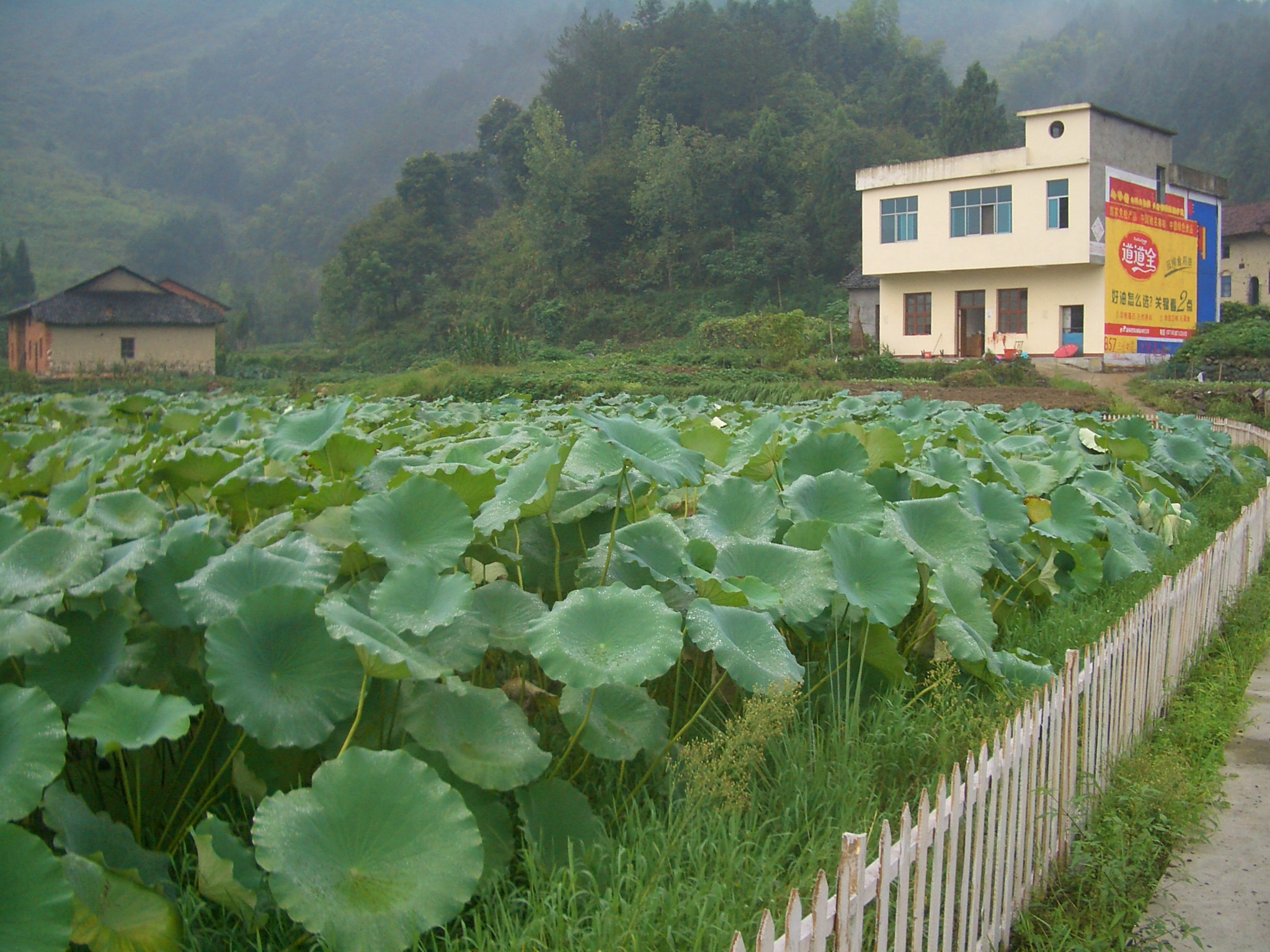
Cerca de estacas branca envolve um charco de lótus em Hubei, China.
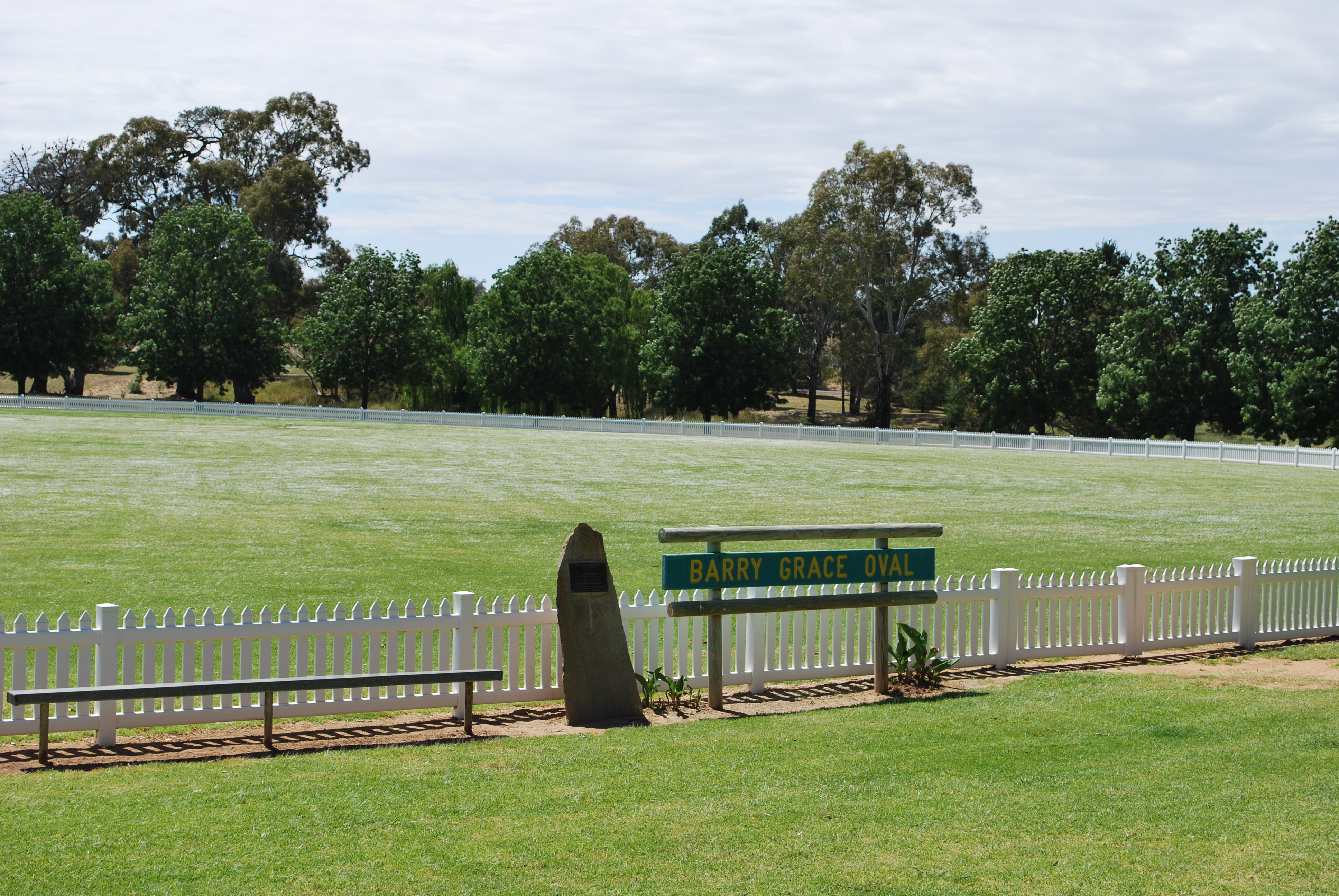
Um oval de críquete em Wallendbeen, Nova Gales do Sul, Austrália, com uma cerca de estacas brancas
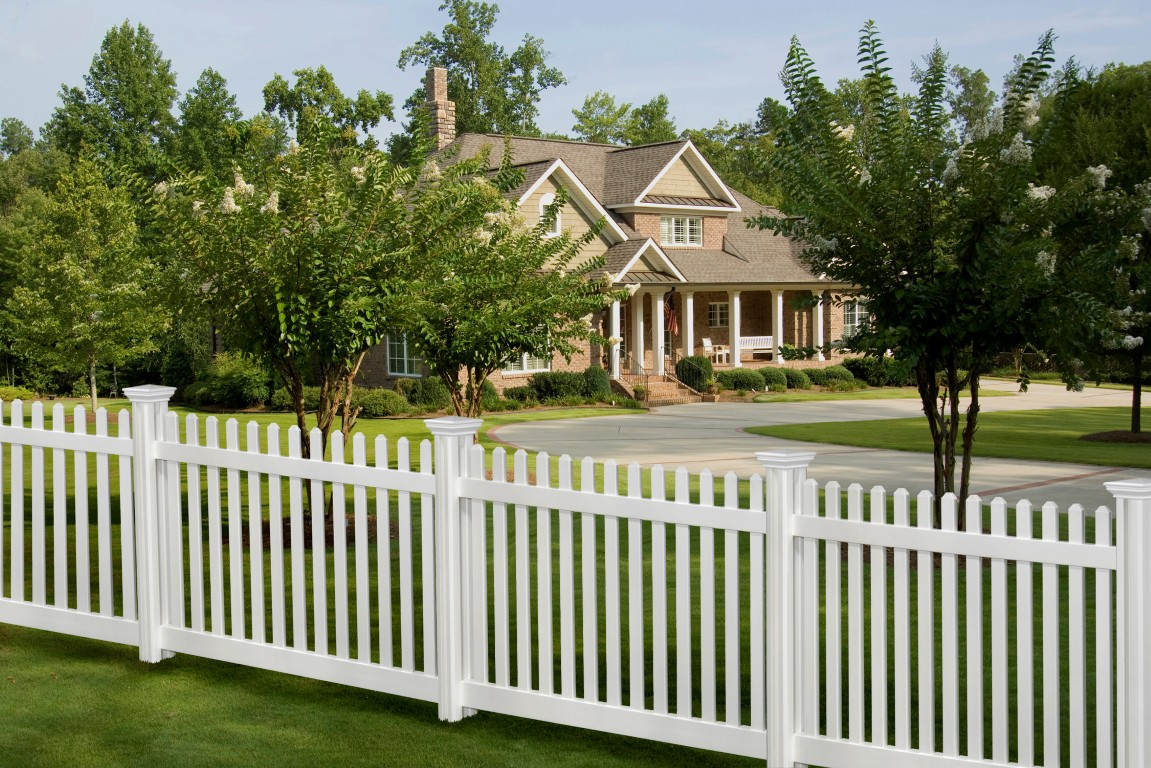
Um cerca de estacas de PVC.